# Córdoba (Argentina)
 For alternative betydninger, se Córdoba (flertydig). (Se også artikler, som begynder med Córdoba)
Córdoba er en by, der ligger nogenlunde i midten af Argentina for foden af Sierras Chicas ved Suquíafloden omkring 700 km nordvest for Buenos Aires. Det er hovedstaden i provinsen Córdoba og er med sine omkring 1.329.604 (2010) indbyggere den næststørste by i Argentina efter Buenos Aires.
Córdoba blev grundlagt den 6. juli 1573 af Jerónimo Luis de Cabrera, som opkaldte den efter byen Córdoba i Andalusien. Det var en af de første spanske hovedstader i Spaniens kolonier i den region, der nu er Argentina (den ældste by er Santiago del Estero, der blev grundlagt 1553). Universidad Nacional de Córdoba er det ældste universitet i landet, og det andet der blev indviet i Latinamerika. Det blev grundlagt i 1613 af Jesuiterordenen. Som følge af dette har Córdoba fået øgenavnet La Docta (groft oversat til "Den lærde").
Córdoba har mange bevarede historiske monumenter fra Spaniens kolonisering, især bygninger fra den romersk katolske kirke. Den mest kendt er nok Jesuit Block Estancias af Córdoba, der blev optaget på UNESCOs Verdensarvsliste i år 2000, som består af en gruppe bygninger, der stammer fra 1600-tallet, inklusive Colegio Nacional de Monserrat og universitetscampuset. Campuset tilhører i dag det historiske museum på Universidad Nacional de Córdoba, som har været det næststørste universitet i landet siden siden begyndelsen af 1900-tallet (da Universidad de Buenos Airesflyttede), på antallet af studerende, institutter og studieretninger. Córdoba er også kendt for dens historiske bevægelser som Cordobazo og La Reforma del '18 (kendt som Universitetsrevolutionen).